# Lorraine Ellison
Lorraine Ellison, nata Marybelle Luraine Ellison (Filadelfia, 31 gennaio 1931 – 31 gennaio 1983), è stata una cantante statunitense.

## Biografia
Nata a Philadelphia, ha iniziato l'attività di cantante gospel negli anni '60. 
Dopo essere passata all'R&B, ha registrato il brano I Dig You Baby nel 1965. Un altro suo successo è Stay with Me, canzone scritta e prodotta da Jerry Ragovoy. Inoltre è l'interprete originale di Try (Just a Little Bit Harder), canzone portata al successo da Janis Joplin.
È morta a soli 51 anni a causa di un carcinoma dell'ovaio.

## Discografia
- Heart and Soul - 1966
- Stay with Me - 1969
- Lorraine Ellison - 1974
- The Best of Philadelphia's Queen - 1976
- Stay with Me: The Best of Lorraine Ellison - 1995
- Sister Love: The Warner Bros. Recordings - 2006